# Giovanni Angelo Montorsoli
Giovanni Angelo Montorsoli (connu aussi sous le nom de Fra Montorsoli, Michele Agnolo da Siena et Angelo di Michele d'Angelo da Poggibonsi), né à Florence vers 1507 et mort le 31 août 1563, est un religieux et un sculpteur italien du Cinquecento. Il fut l'apprenti de Michel-Ange, et contribua à répandre l'art toscan dans le sud de l'Italie et jusqu'en Sicile, notamment à Messine.

## Biographie
En 1530, Giovanni Angelo Montorsoli entre dans l'Ordre des Servites.
En 1532, il est convoqué par le pape Clément VII dans la cour du Belvédère à Rome pour restaurer de nombreuses sculptures antiques. Il a notamment imaginé le bras manquant du groupe du Laocoon. Montorsoli a inclus un nouveau bras droit dans la figure centrale du groupe du Laocoon, levé dans un geste de défi, participant ainsi à la renommée de la sculpture et de lui-même. Cependant, lorsque le membre original a été retrouvé en 1905 à Rome et rattaché à la sculpture du Laocoon, l’original s’est avéré être plié au coude. En 1532, il restaure l'Apollon du Belvédère, restitue les mains manquantes (mains qui seront ôtées en 1924).
Collaborateur de  Michel-Ange, il termine les tombeaux des Médicis de la Sagrestia Nuova à la Basilique San Lorenzo de Florence  avec des sculptures dont le  Saint Côme près de la Madone sur le sarcophage de Laurent et de Julien de Médicis (1536-1537).

## Œuvres
- Buste de Charles Quint (~1541) en marbre, hauteur : 63 cm, Museo di San Martino de Naples.
- Tombeau d'Adrien VI, S. Maria dell'Anima, Rome

### À Messine
- La fontaine d'Orion (1547-1551)
- La fontaine de Neptune (1557)
- l'église  San Lorenzo (à partir de 1552, détruite en 1783
- l’Apostolat du Duomo (1550-1555), détruite puis reconstruite
- La Torre della Lanterna (1555), à l'origine  Torre del Garofalo Foto
- La Fontana del Castello di Bauso attribuée à son atelier

### À Gênes
- La tombe d'Andrea Doria à San Matteo
- Une statue de l'abside de l'église San Matteo, avec une Pietà inspirée de celle de Michel-Ange
- L'escalier d'un palais des Spinola, via Orefici
- Une statue d'Andrea Doria, entrée du Palazzo Ducale, détruite par les Jacobins dans les années 1700 et reconstruite par Lorenzo Garaventa (1999-2002).